# ベイタ海峡
ベイタ海峡（ベイタかいきょう、英: Bayta Fretum）は、土星の衛星タイタンのクラーケン海のほぼ中央部に位置する海峡。
長さは165km。名前はアイザック・アシモフのSF小説『ファウンデーション対帝国』の登場人物の1人、ベイタ・ダレルに由来する。